# Куяново (Томская область)
Куяново — село в Первомайском районе Томской области России. Находится на 23 км южного направления дороги от районного центра с. Первомайское. Управленческое главенство Куяновского сельского поселения. Население 392 чел. (2021) . 

## История
В 1926 году состояло из 70 хозяйств, основное население — обобщённо русские. В составе Уйдановоского сельсовета Зачулымского района Томского округа Сибирского края.
Название поселения произошло от тюркского слова «куян», что переводится как «заяц». Первоначально на месте поселения стоял сосновый бор, где водились зайцы. Неизвестно вовсе кто ввёл в оборот название деревни и когда, как и время возникновения поселения.
Согласно Закону Томской области от 10 сентября 2004 года № 204-ОЗ "О наделении статусом муниципального района, сельского поселения и установлении границ муниципальных образований на территории Первомайского района село возглавило Куяновское сельское поселение.

## Население

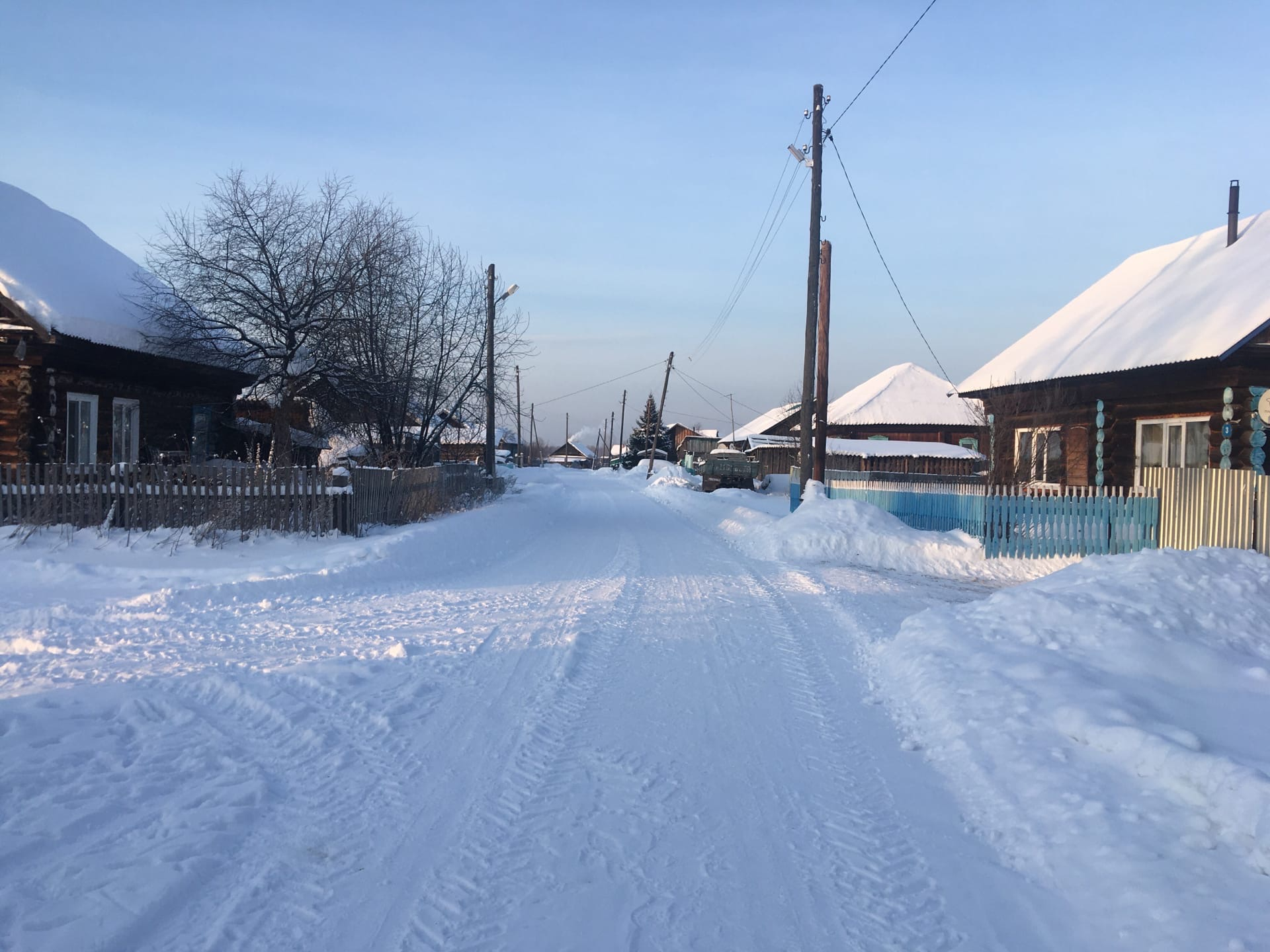
Улица Береговая в с. Куяново

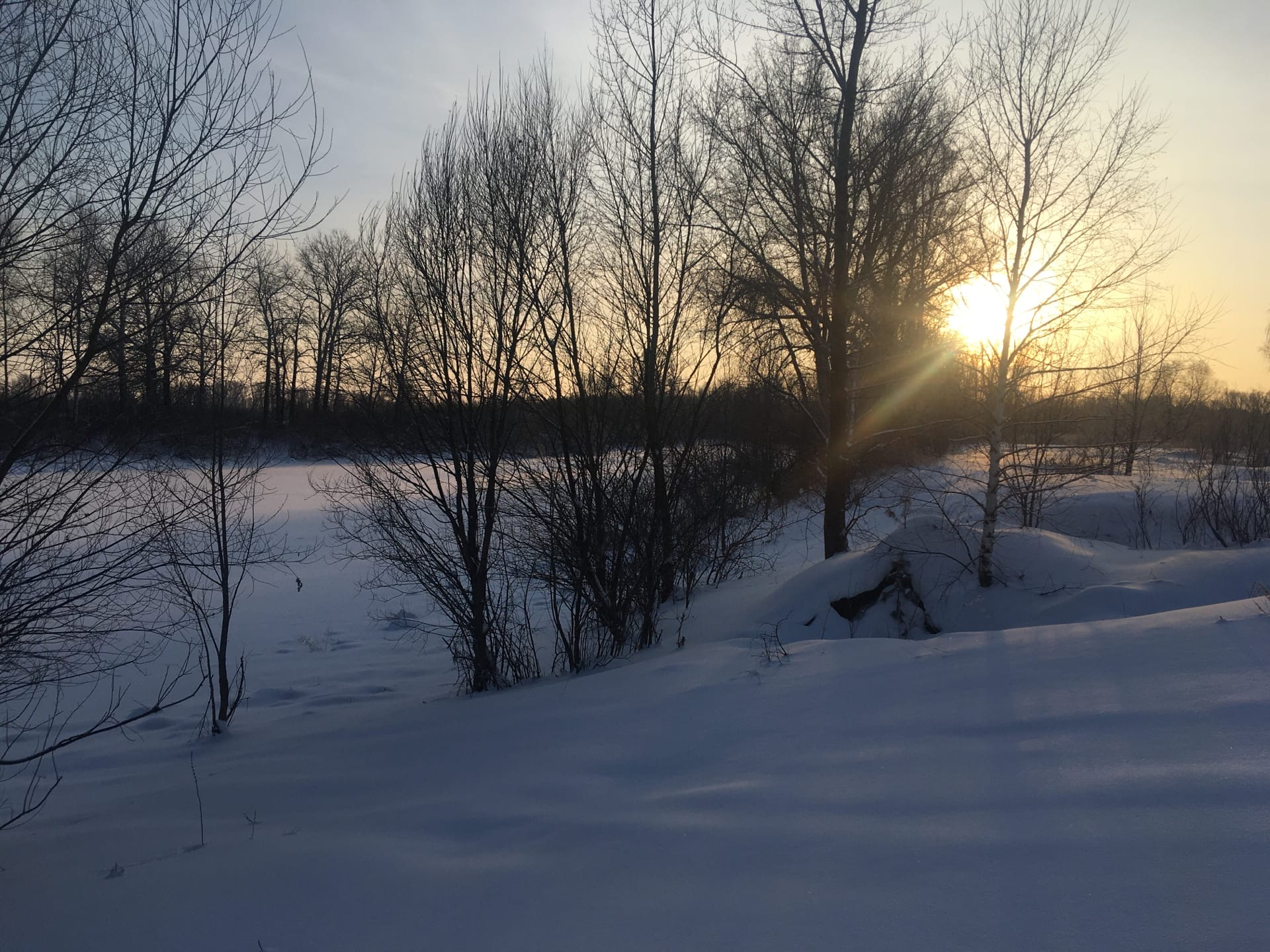
У озера Чуней, с. Куяново

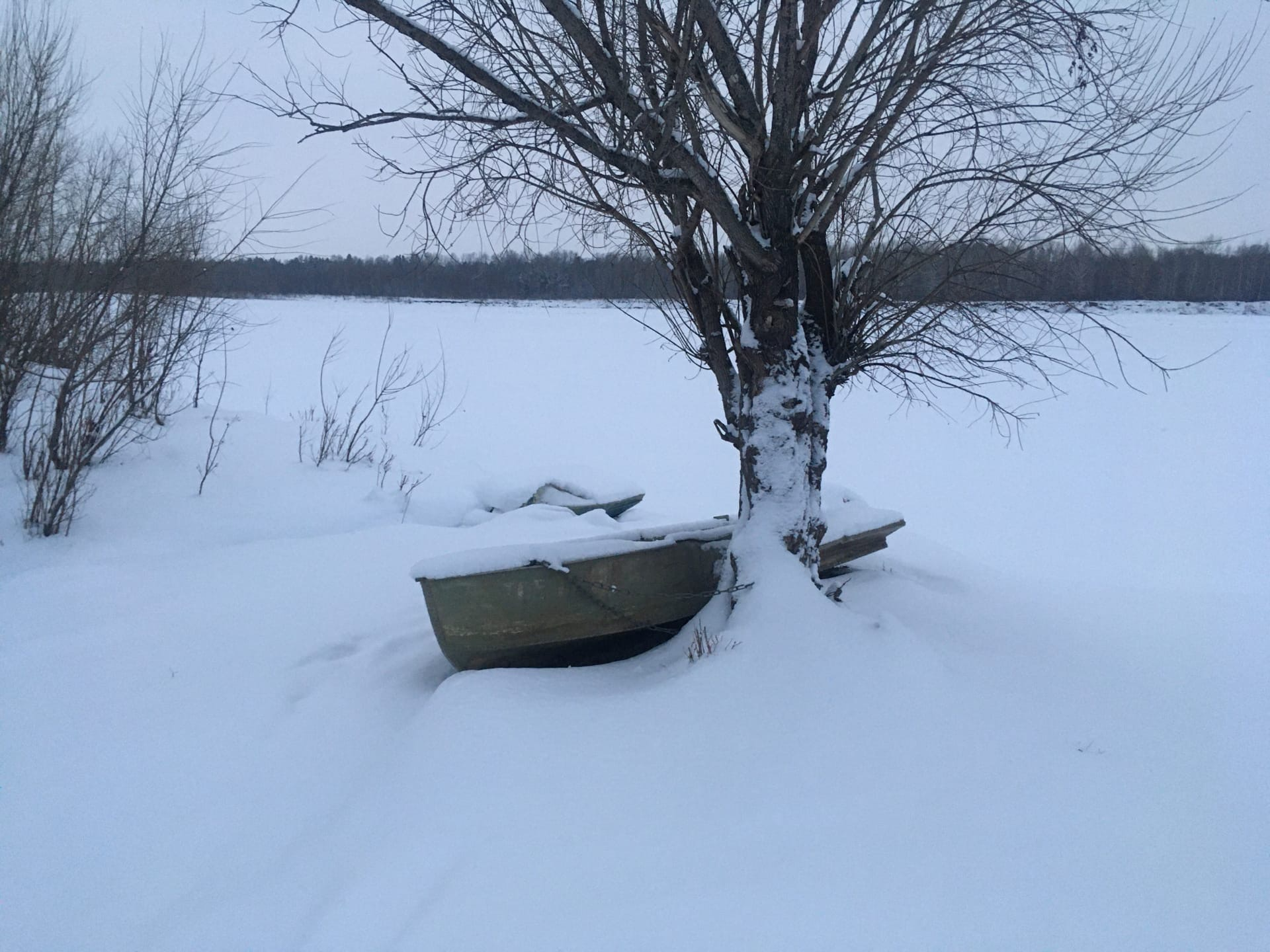
У речки Чулым, с. Куяново

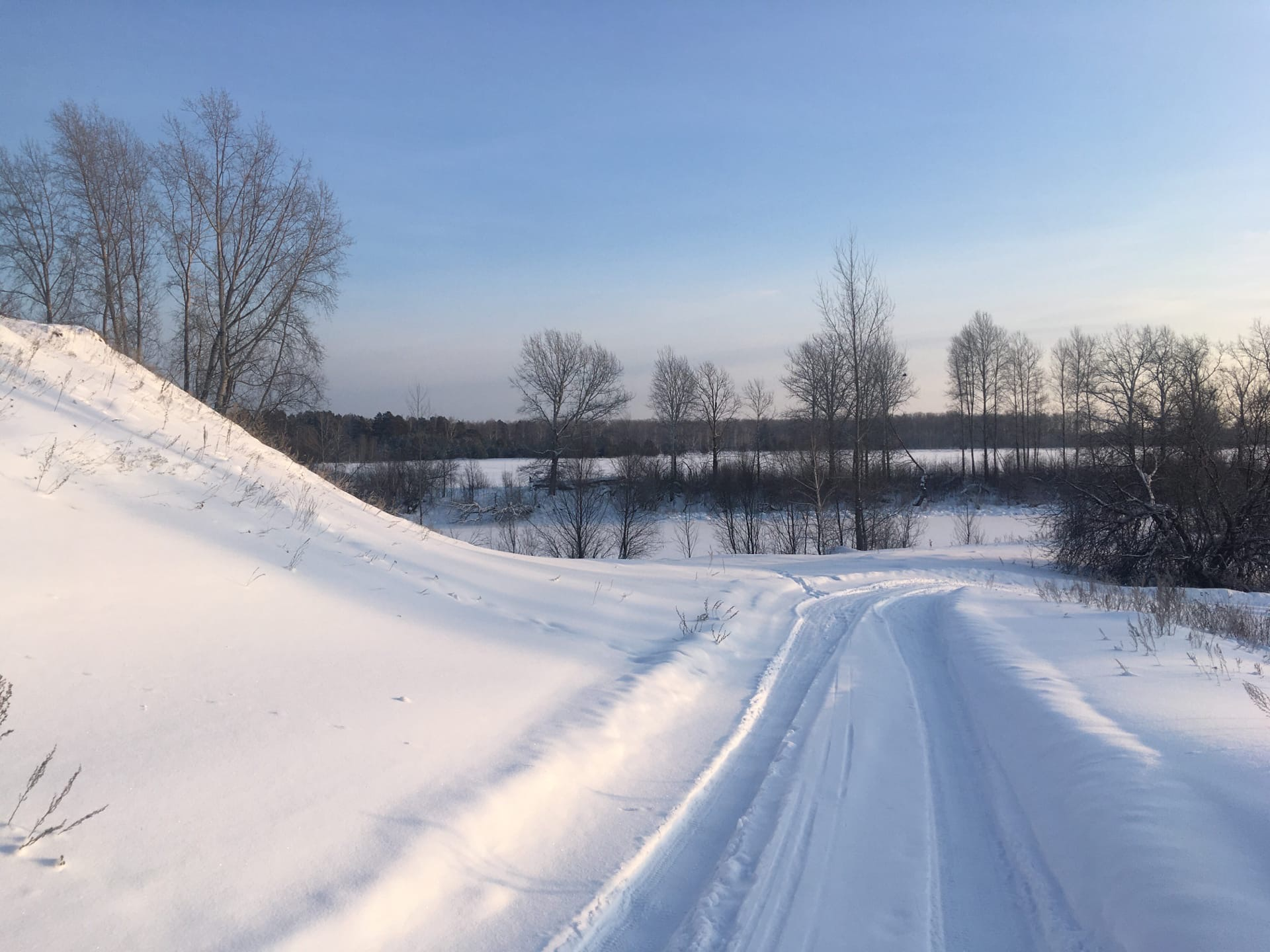
У озера Чуней, с. Куяново

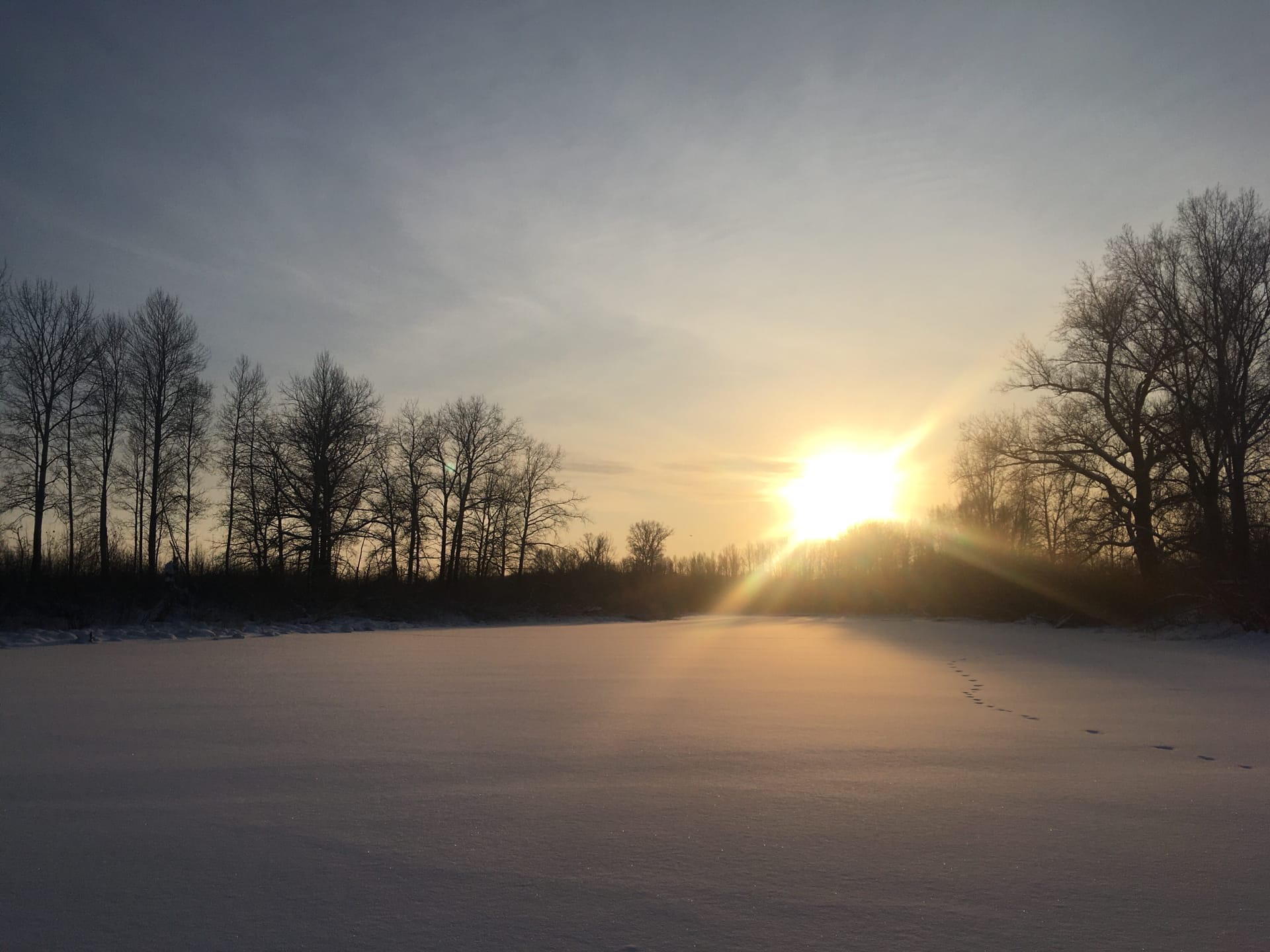
На льду озера Чуней, с. Куяново

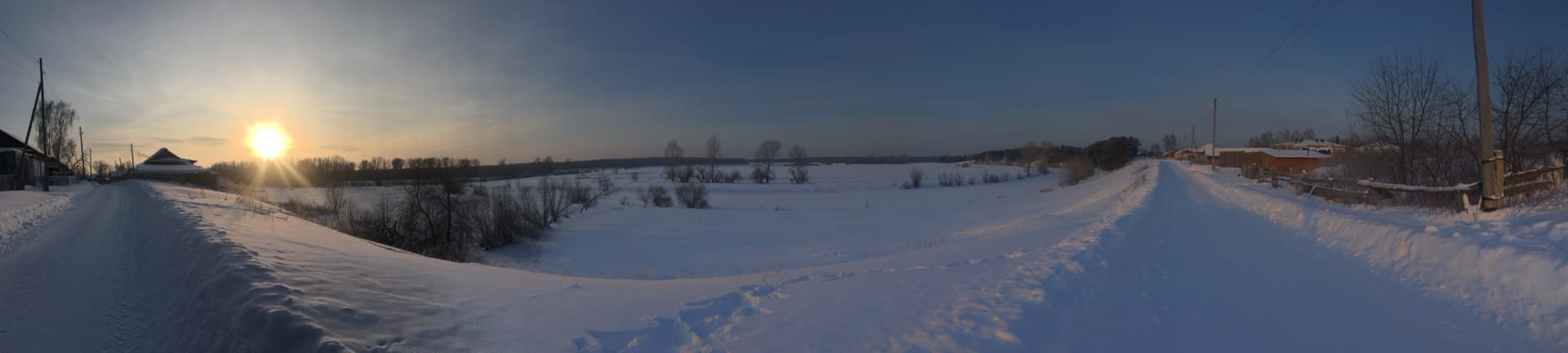
Широзор на улице Береговой в мороз, с. Куяново

| 1926 | 2002 | 2010 | 2012 | 2013 | 2014 | 2015 | 2021 |
| ---- | ---- | ---- | ---- | ---- | ---- | ---- | ---- |
| 381  | ↗520 | ↘446 | ↘427 | ↘407 | ↘390 | ↘365 | ↗392 |